# 中郷村 (福島県)
中郷村（なかさとむら）は福島県田村郡にかつて存在した村である。

## 地理
- 現在の三春町の南部に位置する。
- 村域は阿武隈高地に位置し、山がちな地形が多い。

## 歴史

### 村域の変遷
- 1889年（明治22年）4月1日 - 町村制施行により、滝村・柴原村・蛇石村・根本村・樋渡村・狐田村・過足村・春田村・貝山村・蛇沢村・込木村・楽内村・芹ケ沢村が合併し田村郡中郷村が発足。
- 1955年（昭和30年）4月1日 - 中郷村は三春町、沢石村、中妻村、要田村、御木沢村が合併し三春町が発足。中郷村は消滅。

変遷表
| 1868年 以前 | 1868年 以前 | 明治22年 4月1日 | 昭和30年 4月1日 | 現在   |
| ----------- | ----------- | --------------- | --------------- | ------ |
|             | 滝村        | 中郷村          | 三春町          | 三春町 |
|             | 柴原村      | 中郷村          | 三春町          | 三春町 |
|             | 蛇石村      | 中郷村          | 三春町          | 三春町 |
|             | 根本村      | 中郷村          | 三春町          | 三春町 |
|             | 樋渡村      | 中郷村          | 三春町          | 三春町 |
|             | 狐田村      | 中郷村          | 三春町          | 三春町 |
|             | 過足村      | 中郷村          | 三春町          | 三春町 |
|             | 春田村      | 中郷村          | 三春町          | 三春町 |
|             | 貝山村      | 中郷村          | 三春町          | 三春町 |
|             | 蛇沢村      | 中郷村          | 三春町          | 三春町 |
|             | 込木村      | 中郷村          | 三春町          | 三春町 |
|             | 楽内村      | 中郷村          | 三春町          | 三春町 |
|             | 芹ケ沢村    | 中郷村          | 三春町          | 三春町 |

## 大字
- 滝（たき）
- 柴原（しばはら）
- 蛇石（へびいし）
- 根本（ねもと）
- 樋渡（ひわたし）
- 狐田（きつねだ）
- 過足（よぎあし）
- 春田（はるた）
- 貝山（かいやま）
- 蛇沢（へびさわ）
- 込木（くぐりき）
- 楽内（らくうち）
- 芹ケ沢（せりがさわ）

## 人口・世帯

### 人口
総数 [単位： 人]
| 1889年（明治22年） | 2,921 |
| 1920年（大正 9年） | 3,019 |
| 1947年（昭和22年） | 3,710 |

### 世帯
総数 [単位： 世帯]
| 1920年（大正 9年） | 518 |
| 1947年（昭和22年） | 585 |